# Theix-Noyalo
Theix-Noyalo ist eine französische Gemeinde mit 8.476 Einwohnern (Stand: 1. Januar 2022) im Département Morbihan in der Region Bretagne. Sie gehört zum Arrondissement Vannes und zum Kanton Séné.
Sie entstand als Commune nouvelle mit Wirkung vom 1. Januar 2016 durch die Zusammenlegung der früheren Gemeinden Theix und Noyalo.
In der neuen Gemeinde hat lediglich Noyalo den Status einer Commune déléguée. Der Verwaltungssitz befindet sich im Ort Theix.

## Gliederung
| Ortsteil                   | ehemaliger INSEE-Code | Fläche (km²) | Einwohnerzahl (2016) |
| -------------------------- | --------------------- | ------------ | -------------------- |
| Noyalo                     | 56150                 | 04,93        | 0768                 |
| Theix (Verwaltungssitz)000 | 56251                 | 47,13        | 7040                 |

## Geographie
Nachbargemeinden sind Vannes im Nordwesten, Treffléan im Norden, Sulniac im Nordosten, Lauzach im Osten, La Trinité-Surzur im Südosten, Surzur im Süden, Le Hézo im Südwesten und Séné im Westen. Zwischen Noyalo und Séné befindet sich ein Meeresarm. Das Gemeindegebiet gehört zum Regionalen Naturpark Golfe du Morbihan.